# 2,3-二甲基-1-丁醇
2,3-二甲基-2-丁醇是一种有机化合物，化学式为C6H14O是六碳醇的同分异构体之一。它可由2,3-二甲基丁酸（或2,3-二甲基丁醛）在乙醚中被氢化铝锂还原，或者通过2,3-二甲基-1-丁烯的硼氢化-氧化反应制得。它和甲磺酰氯反应，得到1-甲磺酸-2,3-二甲基-1-丁酯。